# Schlepegrell
Schlepegrell, även Schleppegrell eller von Schleppegrell,  är en tysk evangelisk uradlig släkt från Lüneburg, av vilken en gren utvandrat på 1700-talet till Danmark och Norge. År 1880 blev två av släktens medlemmar upptagna i den danska adeln.

## Historia
Ätten har förmodligen sitt ursprung från Verden i Tyskland genom Hildemar de Othendorp (känd 1162). I Adelslexikon uppges att ätten skulle ha inkommit till Lüneburg på 1200-talet, och att den finns belagd som lüneburgsk adel från 1297, samt därefter blivit känd i biskopsstiftet Münster, samt Lehne i grevskapet Oldenburg. Gebhard Skukko junior omnämns den 11 oktober 1297 i ett dokument..
Johann Sleppegrell, som dog 1371, omtalas under abbot av S. Michae till Lüneburg. Theodorus Sleppegrell skrev sig år 1534 som kanon till stiftsförbundet mellan Bardowick och Verden och dog år 1541. År 1738 var en Schlepegrell minister till prinsen av Rassau-Usingischer.
Med Gebhardus Schucke-Slepegrelle junior “miles” (död efter 1308) delas stamtavlan i två grenar.
I: Schlepegrell. Utgår på svärdssidan från Gebhard (Schucke) Slepegrell (död efter 1337) . Vapen: I silver med en svart upprätt björnram. På hjälmen med tre fanor i svart och silver på vardera sidorna om en silverpelare prydd påfågelfjädrar. Gebhard Slepegrell, död 24 maj 1490 bär stamvapnet. 
Dietrich Slepegrell (känd 1447-1488). Vapen: I silver med två svarta björnramar upprätt vända bort från vardera. Hjälm som tidigare men med fyra fanor istället för tre.
II: Schlepegrell. Utgår på svärdssidan från Johann (Schucke) Slepegrell (död efter 1338), Vapen i likhet stamvapnet för linje I.
Ätten fortlever i Tyskland och innehar egendomar som slottet Hüsslingen med lantegendomar och vid Walsrode i Lüneburg finns Schlöpke Bardowick. Släkten har genom tiderna innehaft betydande egendomar i Donnerhorst, Kirchwahlingen, Rethem IV, Wohlendorf, och Böhme II, samtliga belägna i Niedersachsen.
Elsa Schlepegrell (1629-1699) var dotter till Heinrich Schlepegrell (1608–1638) och Elisabeth Hovemann från Osnabrück. Hon gifter sig före 1648 med Addich Memsen (1612–1677) som blev utmämnd av fältherren och greven Lennart Torstensson till ränte- och proviantskrivare på Varbergs fästning. Memsen omnämns 1672 som Kronobefallningsman och paret bosätter sig på Ambjörntorp i Värö socken. Där försöker de få kungens tillstånd att starta ett säteri, vilket inte lyckas. De tar över och renoverar Nyebro i Värö socken, vilket blir familjens fortsatta säte för kommande generationer.

## Danska ätten Schleppegrell
Från Niedersachsen har ett par av ättens medlemmar flyttat till Danmark under mitten av 1700-talet och senare till Norge. Herman von Schleppegrell född 1688 och Otto Heinrich von Schlepegrell född 1729 död 1808, som var fänrik och blev befordrad till generalmajor i det danska infanteriet under 1750-talet. Hans son  Fredrik Adolph Schleppegrell, född den 28 juni 1792 i Norge, död den 26 juli 1850 i Isted, blev Generalmajor år 1849 och hans söner Frederik Adolph samt Vilhelm August naturaliserades som danska adelsmän år 1880. Släkten dog ut 1916 med Frederik Adolph von Schleppegrell född 1884.
På Herman von Schleppegrells sida fortlever släkten i Danmark.

## Vapen
Familjens urgamla adliga vapen har följande utseende: Snedställd sköld i silver med en uppåtvänd högerhänt guldpläterad svart björnram. Ovanför skölden finns en hjälm med silveröverdrag; på denna står en silverpelare/torn prydd med tre påfågelfjädrar. På pelaren återfinns sex guldpläterade silverflaggor, som vardera bär en björntass. För urgreningen av släkten är det en rak sköld med två motstående björnramar och fyra flaggor till höger respektive till vänster om tornet ovan hjälmen, tornet bär en stiliserad krona.

## Personer med efternamnet Schlepegrell

### Alfabetiskt ordnade
- Emilie von Schlepegrell (1807–1860), tysk entreprenör, medgrundare av sjukhuset (AKH) i Celle
- Friderich Adolph Schleppegrell (1792 – 1850), norsk-dansk Generalmajor
- Johann Jakob Schlepegrell (1677–1733), pastor i Sargstedt
- Otto Ludwig von Schlepegrell (1754–1820), jurist och ordförande vid appellationsdomstolen Celle
- Sybil Schlepegrell (född 1927), tysk författare, se sybil gravin Schönfeldt